# 権門体制
権門体制（けんもんたいせい）は、歴史学者黒田俊雄が提唱した日本の中世国家体制に関する学説。岩波講座『日本歴史 中世2』（1963年）で「中世の国家と天皇」というタイトルで発表した。
この「権門体制論」は戦前の歴史学者平泉澄の研究を継承したものとする、歴史学者今谷明の指摘もある。 

## 概略
それまでの中世史観では、中世国家は旧体制である天皇を代表とする公家権力と宗教権力（寺家）、新興の武家権力が三つ巴の対立抗争を行っている社会であるとの見方が大勢を占めていた。
それに対し黒田は、文献に現れる権門勢家という言葉を用語化して権門体制論という学説を提唱した。
権門勢家とは簡単に言い表すと権威があり、勢威もある政治的、経済的に有力な勢力というところだろう。これら公家権門（執政）、宗教権門（護持）、武家権門（守護）はそれぞれ荘園を経済的基盤とし、対立点を抱えながらも相互補完的関係があり、一種の分業に近い形で権力を行使したのが中世国家であるというのが権門体制論である。国家の様々な機能は各権門の家産制的支配体系に委ねられ、これら三者を統合する形式として、官位など公的な地位を天皇が付与し、三者の調整役ともなる。この意味で天皇は権門の知行体系の頂点に位する封建国家の国王なのだとする。荘園制が事実上崩壊した応仁の乱を契機に権門体制は崩壊し、織豊政権による天下統一までいわゆる国家権力は消滅したというのが黒田の主張である。

### 歴史用語としての「王家」
黒田は中世の皇室について、公家・武家・寺家と呼応する学術用語として、「王家」を採用した。
1977年の著書『現実の中の歴史学』、1980年の「歴史読本」への寄稿などにおいて、中世で天皇の一族を指す語として「王家」「王氏」が用いられること、また「天皇家」や「皇室」といった用語は明治以後の近代国家権力によって使われた用語であり（実際は、「皇室」は『続日本紀』（797年）で使用された例があり、中世の史料にも散見される用語である）、それは万世一系の意味を込めた近代天皇制によるイデオロギー的な見方で学術的中立性を堅持する上で不適切であり、そのようなイメージを脱構築するために「王家」という言葉が適当であると主張した。黒田は中世の皇室を公家・武家・寺家と相互補完の関係を持つ一つの権門として位置づけており、こうした権門体制論の構想における学術用語として「王家」を採用した。
中世の「王家」について黒田は以下のような概念を示している。
旧『皇室典範』の「皇室」のように天皇を家長としてその監督のもとにある一箇の家を意味するのではなく、いくつもの自立的な権門（院・宮）を包含する一つの家系の総称であったと、私は考えている。
ただし、このような黒田の意味する「王家」と、史料にみられる「王家」とは一致しないことも多く、遠藤基郎はこのような「王家」論というものは、院政期・鎌倉期を扱う研究の際の「方言」のような言葉であると解説している。
このような黒田の「王家」提唱に対して奥野高廣から批判がなされ、1981年から1982年にかけて論争となった。奥野は「皇家」「朝家」が中世において「皇室」をさす言葉として使用されていたことを示して反論。それに対して黒田は「皇家」と「王家」は語義的にほぼ同じであるが、「皇」の字にこだわるのは、 天皇に諸外国一般の「国王」以上の特別の意味を持たせたい意図によるものだとし、「王家」が適当であることを主張した。なお、中世における史料『保元物語』『平治物語』『陸奥話記』『将門記』『平家物語』『源平盛衰記』に「王家」の記載はなく、「皇室」「皇居」「皇化」「朝家」「君朝」「天皇」などの表記は見られる。 『神皇正統記』では「王家之権」という熟語として「王家」の文字が2件見られるが、「天皇」は100件以上、他にも「皇家」「皇宮」「皇祖」「皇統」など多数の「皇」の記載が見られる。 
このような経緯を経て、1993年から伴瀬明美が「王家」と表記したいくつかの論文を発表した後、「王家」表記を使用する研究が増加したと言われる。
しかし、その伴瀬明美は、その後、天皇を輩出する家である事が、この家のアイデンティティーであるとして「天皇家」の呼称がやはり適切であるとし、「天皇家」と表記した論文を執筆するようになり、岡野友彦は「王家」では白川王氏などとの混乱を招く恐れもあるため避けるべき用語とし、また黒田の「王家」の意味からすると史料表記からも「院宮家」が適切であると指摘しており、これに遠藤基郎も同意を示している。所功は王家は白川伯王家の別称として用いるものであり左翼的な学者の中に皇室に対して使用するものがあるとしており、大辞泉でも白川伯王家を示す言葉として紹介されている。学術的には「鎌倉殿の王権」のように「王」の対象は様々であり、それ故に「徳川家」「天皇家」と固有名詞が使われるものであり、このことから網野善彦は「王家領荘園」とは表記せず「天皇家領」と表記することに拘り続けている。その一方で、これまでの「王家」の定義自体にも問題があるとする立場から、再定義や定義の厳密化を求める考えもある。栗山圭子はあくまで「王家」の主は天皇ではなく院（太上天皇）と国母の夫婦であり、「王家」を皇室全体ではなく院の地位の嫡系継承を志向する特定の家（院と国母およびその子女）に限定すべきであるとする。佐伯智広も"後三条天皇の男系男女子（養子女を含む）及び男子の配偶者の女性で構成される親族集団"と定義して、学術的には"後三条天皇による親政を上限、煕仁親王（伏見天皇）立太子による「大覚寺統」「持明院統」の成立を下限"とする期間（1068年－1275年）に限定して用いるべきであるとする。また、佐伯は別の論文で当時の記録には院・女院・天皇などの各成員に関する記述は頻出するものの、後三条天皇以降に新たに現出した天皇の父系親族集団（その集団には白川伯王家や出家・臣籍降下した者は含まれない）全体を指す呼称は少なく、そのうちの主たるものが「王家」であったとする。松薗斉は「王家」と（狭義の）「天皇家」は別物であるとして、前者は個々の皇位継承者だけでなく将来にわたって皇位継承するる皇統決定の権限を自律的に保持されている（具体的な権限行使者は治天の君）のに対し、後者は天皇や将来の天皇候補者達によって構成されるものの決定権限は外部によって掌握されている、としている。その上で佐伯と同様に後三条天皇がそれまで摂関家が握っていた皇統決定権を取り戻したことで「王家」が成立し、両統迭立の成立によって治天の君による皇統決定が不可能になり常に幕府（外部）の仲介を求める事態に陥ったことで次第に「王家」が（狭義の）「天皇家」へと変化していったとしている。他にも「天皇家王権」と表記する学者などもおり、このような状況から「研究者の自覚的な用語選択の態度が示されるべき」とも言われ、当時の皇室の呼称についての学術的な定説は未だ存在していない。

## 批判
このように、中世日本を天皇を筆頭とする単一の国家と見る権門体制論に対し、佐藤進一を筆頭とする東国国家論からの有力な批判がある。この説は、鎌倉幕府を東国において朝廷から独立した独自の特質をもつ別個の中世国家と見なし、西日本を中心とする王朝国家と鎌倉幕府とは、相互規定的関係をもって、それぞれの道を切り開いたとする。両国家は、特に北条時頼が親王将軍を迎えてからは、西日本からの相互不干渉・自立を目指したというのである。だが二国間の相互不干渉が有り得るとは考えにくく、この点を考慮して提唱されたのが、五味文彦による「二つの王権論」であり、東国国家を東国の王権になぞらえ、朝廷を西国の王権に比定し、将軍を東の王、天皇を西の王と認識した上で二つの王権のありようを実証的に明らかしようと試みた。
一方で権門体制論の内部においても、国王の地位にあったのは天皇でなく治天の君であるとする説、鎌倉時代前期までとする説などが出されている。中世を通じた国家モデルとしての権門体制論と二つの王権論が学界では有力視されており、優劣が決する気配は無く、権門体制論が必ずしも定説になっているとは言い難い現状にある。
更にその現状に対しても、佐々木宗雄は院政期の国制を検証する過程で、黒田が権門体制論を「仮説」として提唱したものの、その「仮説」を検証した訳ではないのにその「仮説」が独り歩きしていると指摘し、特に院が権門であることを証明した先行研究はなかったと批判し、土地・住人を支配することを国家から認められた存在のみ（荘園における本家）が権門であってそれを承認する立場である院は権門ではあり得ないとし、治天とは諸権門の上位に位置する存在であったとする（院は権門に成り得ないため、王家領は御願寺領や女院領の形で保有される）と説き、佐藤に対しても鎌倉時代は武家政権の時代という仮説を元に論を進めており、両説ともその仮説に対する検証がまともに行われていないと批判している。